# 蠶豆金玻璃介
蠶豆金玻璃介（学名：Candocypria vicicia）为真玻璃介科金玻璃介屬下的一个种。